# جايسون بانكس
جايسون بانكس (بالإنجليزية: Jason Banks)‏ (16 نوفمبر 1968 في المملكة المتحدة - ) هو لاعب كرة قدم بريطاني في مركز الظهير. لعب مع ويغان أتلتيك ونادي تشستر سيتي وAtherton Collieries A.F.C. ‏.